# 忍城
忍城（おしじょう）は、埼玉県行田市（武蔵国埼玉郡忍）にあった日本の城。埼玉県指定旧跡。
室町時代中期の文明年間に成田氏によって築城されたと伝えられており、北を利根川、南を荒川に挟まれた扇状地に点在する広大な沼地と自然堤防を生かした構造となっている。数度の城攻めを受けて、一度も落城しなかった要害堅固な城として知られる。戦国時代には関東七名城の一つ、1590年（天正18年）に豊臣秀吉の小田原征伐に伴い発生した攻城戦の際、豊臣方の水攻めに耐え抜いた逸話から浮き城または亀城と称された。
江戸時代に入ると忍藩の藩庁あるいは徳川氏の譜代大名や親藩の居城となり、阿部氏の時代には御三階櫓が新たに建設されるなどの城郭改修や城下町の整備が行われた。明治維新後、1871年（明治4年）の廃藩置県と同時に廃城となり、1873年（明治6年）に土塁の一部を残して取り壊されたが、城跡は県指定記念物の旧跡に指定されている。また、本丸跡には御三階櫓が再建され、水堀や沼地の一部は水城公園として整備されている。2017年（平成29年）4月28日に文化庁が認定する日本遺産ストーリー「和装文化の足元を支え続ける足袋蔵のまち行田」の構成資産（文化財）のひとつに加えられた。

## 歴史・沿革

### 戦国時代・安土桃山時代
1478年（文明10年）ごろ、地元の豪族であった成田正等・顕泰父子がこの地を支配していた扇谷上杉家に属する忍一族を滅ぼし、築城したといわれている。翌年、これに反発する扇谷上杉家に忍城を攻められるものの、同家の家宰太田道灌の仲介によって和解して以後、成田氏が領有した。河越夜戦後、北条氏が関東に勢力を伸ばすが、成田氏はこれに反発した。
1559年（永禄2年）、上杉謙信が関東に遠征してくると成田氏はこれに恭順した。1561年（永禄4年）の上杉謙信による小田原城攻めには、当時の城主の成田長泰も参加している（小田原城の戦い）。しかし、鶴岡八幡宮での関東管領就任式後に離反。1574年（天正2年）には上杉謙信に忍城が包囲され、城下に火を放たれたが持ちこたえている。
1590年（天正18年）、豊臣秀吉の関東平定の際、城主・成田氏長は小田原城にて籠城。『忍城戦記』などによれば氏長の叔父・成田泰季を城代とし、約500人の侍や足軽のほか、雑兵、農民、町人など3,000人が忍城に立てこもった（忍城の戦い）。豊臣方の忍城攻めの総大将は石田三成で、大谷吉継、長束正家、真田昌幸等も加わった。三成は、本陣を忍城を一望する丸墓山古墳（埼玉古墳群）に置き、近くを流れる利根川を利用した水攻めを行うことを決定し、総延長28kmにおよぶ石田堤を建設した。しかし忍城は落城せず、結局は小田原城が先に落城したことによる開城となった。このことが、忍の浮き城という別名の由来となった。

### 江戸時代
徳川家康の関東入部後は、家康の四男の松平忠吉が忍城に配置され、以後、忍藩10万石の政庁となった。1639年（寛永16年）に老中・阿部忠秋が入ると城の拡張整備が行われ、往事の縄張りは1702年（元禄15年）ごろに完成したと考えられている。
1823年（文政6年）に阿部氏が白河に移り、桑名から松平忠堯（奥平松平氏）が入った。
忍城の城下町は、中山道の裏街道宿場町としての機能や、付近を流れる利根川の水運を利用した物流路としての機能を兼ね備えて繁栄する。また江戸時代後期からは、足袋の産地として名をはせるようになる。

### 明治時代から昭和10年代

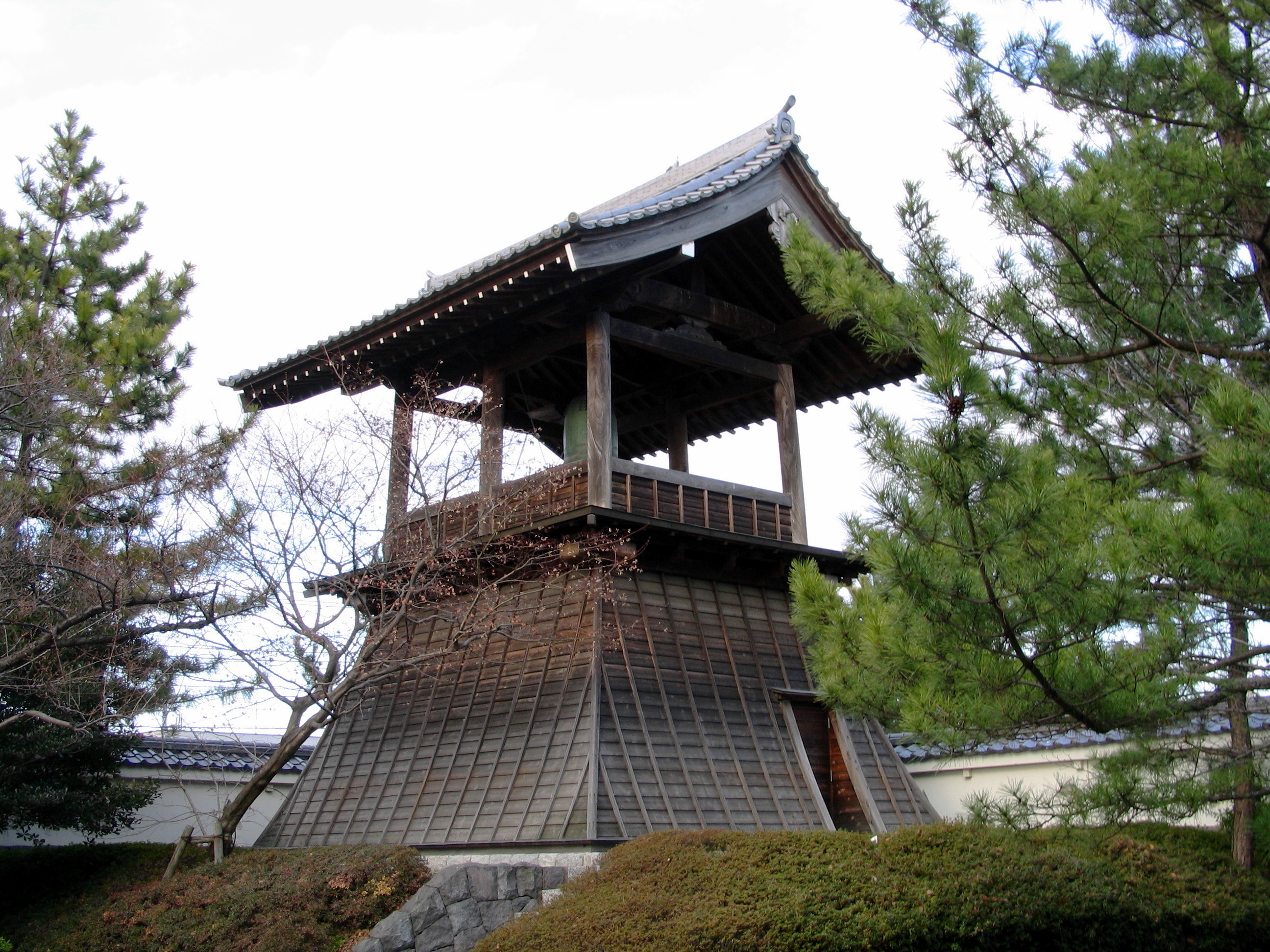
行田市郷土博物館の鐘楼

廃藩置県に伴い「忍県」の県庁が二の丸に置かれたが、その後廃城となって城内の構造物はほとんどが撤去され、城跡は公園（成田公園、後に忍公園）として整備された。

### 戦後
忍公園が拡張され、1949年（昭和24年）10月には本丸跡に行田市本丸球場が造られたが後に移転し、1988年（昭和63年）2月17日にはその跡に行田市郷土博物館が開館、御三階櫓は博物館の一部として「忍城鳥瞰図」や文献などを元に、鉄筋コンクリート構造によって外観復興されている。ただし位置や規模は史実とは異なり、内部は展望室や行田の歴史を写真や資料で紹介する展示室として利用されている。また、周囲には土塁の一部が残存している。
2017年（平成29年）、続日本100名城（118番）に選定された。

## 構造

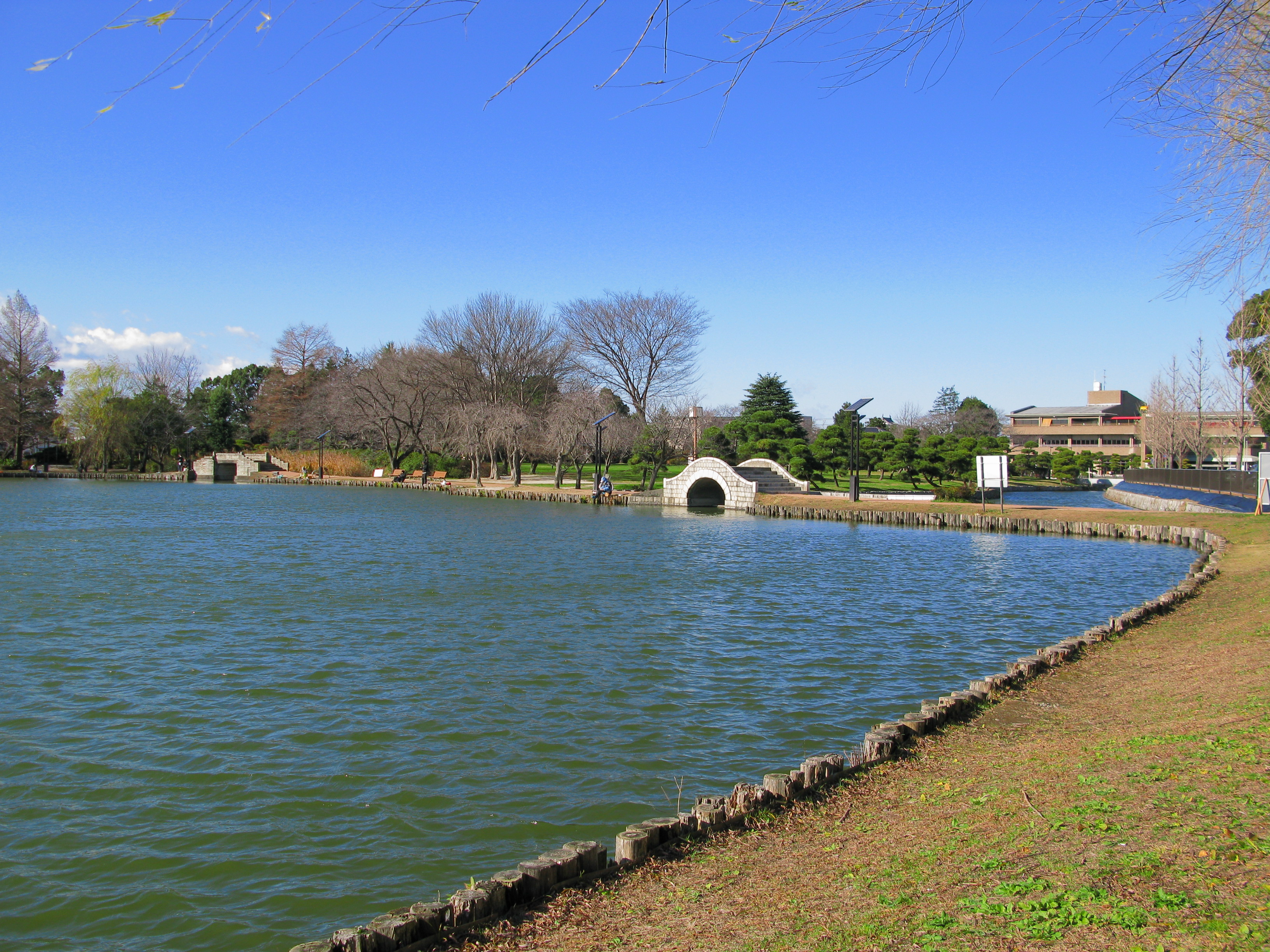
水城公園

湿地帯を利用した平城であった。元々沼地だったところに島が点在する地形だったが、沼を埋め立てず、独立した島を曲輪として、橋を渡す形で城を築いた。当初は櫓を立てずに本丸は空き地とし、二の丸に屋敷を作ってそこを住まいとしていた。そのため、攻めにくく守りやすい城であったとされる。
当時の沼の名残は、水城公園に見て取れる。

## 考古資料

### 遺構
現存する建造物としては、北谷門が加須市の總願寺に、どこの門か定かではないが高麗門形式の城門が郷土博物館の駐車場脇に、それぞれ移築され現存している。また、藩校進修館の門が郷土博物館の南側に移築現存する。なお、往時の城を伝えるものとして本丸土塁が残っている。

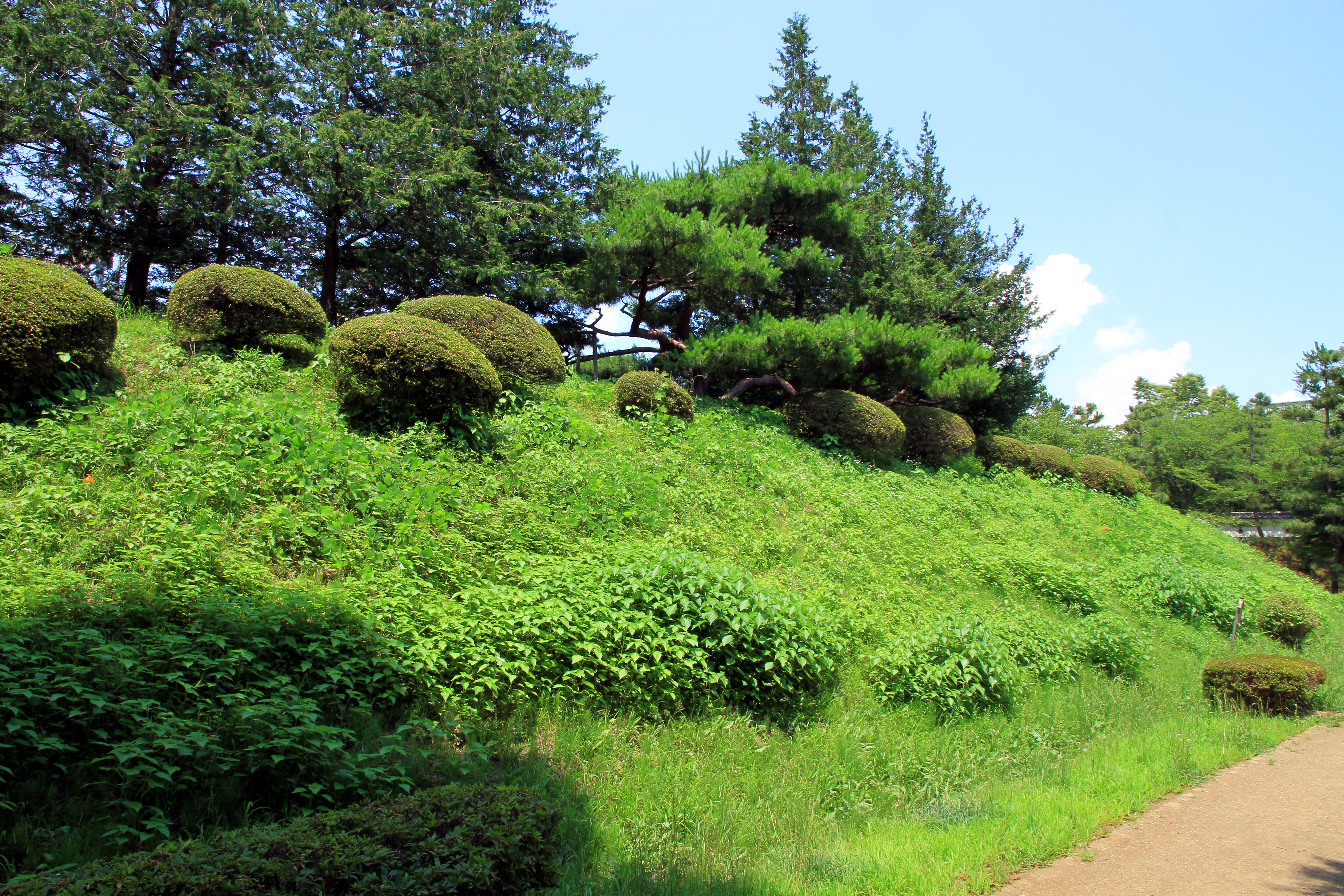
本丸土塁跡
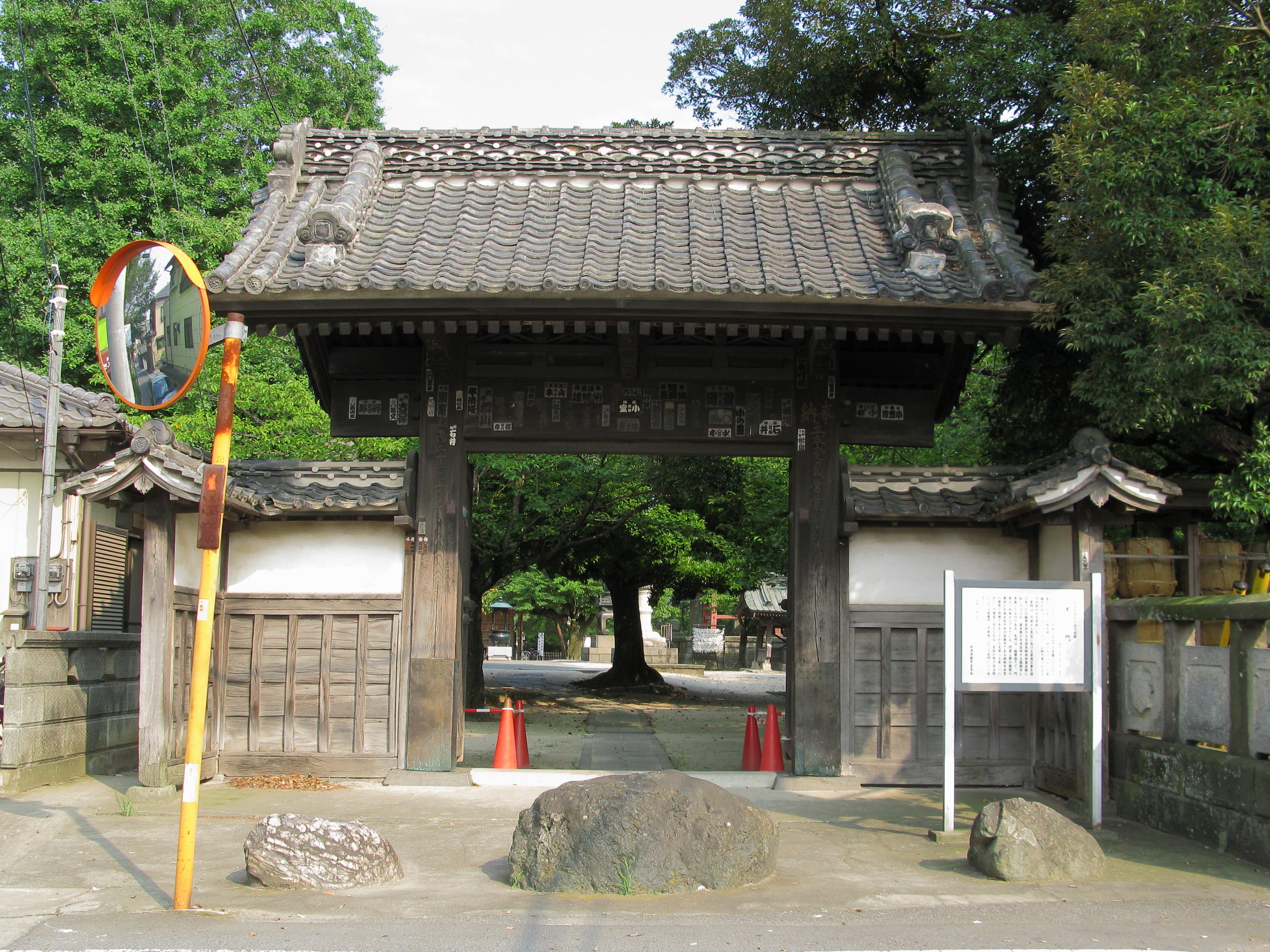
總願寺に移築された北谷門
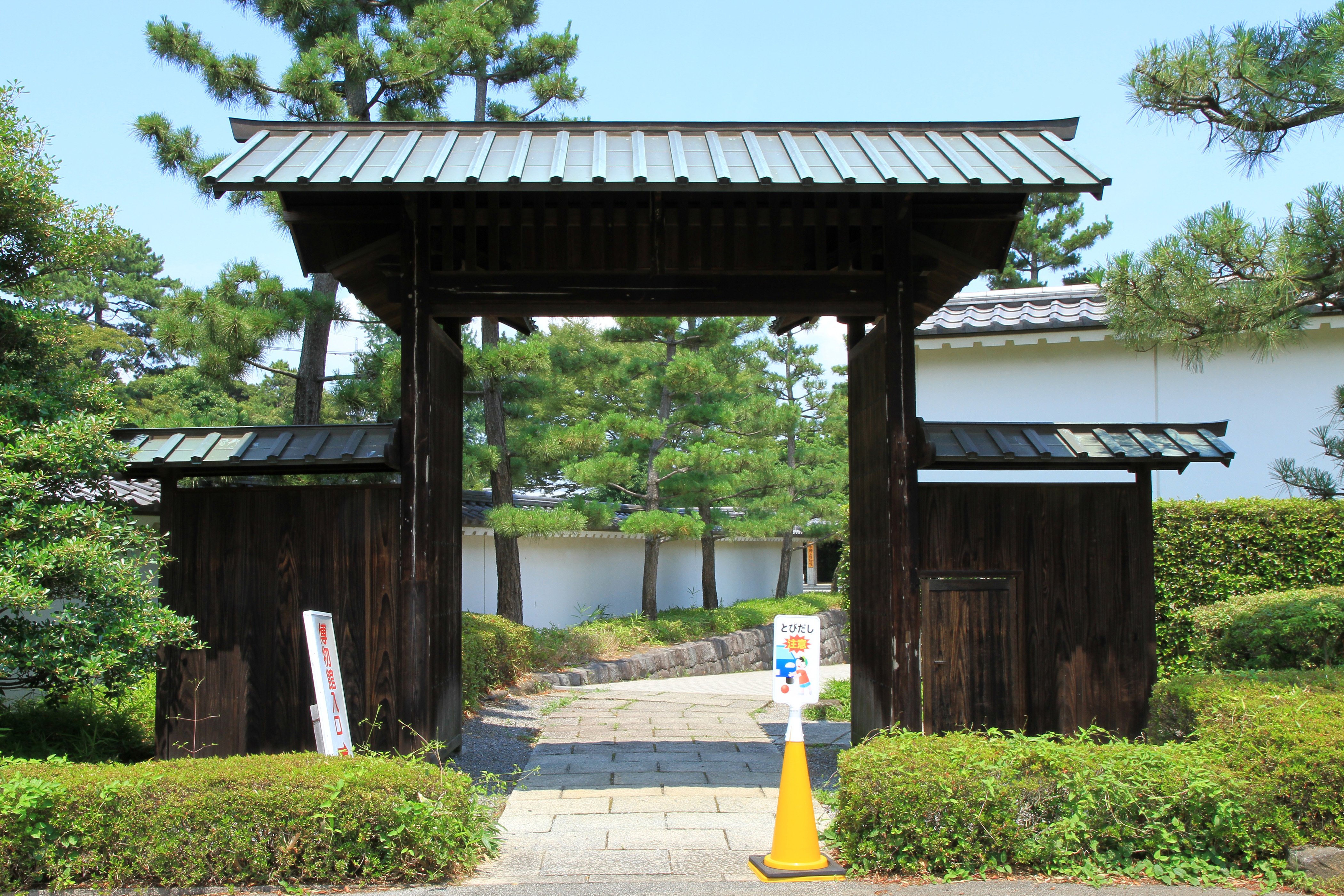
高麗門形式の城門
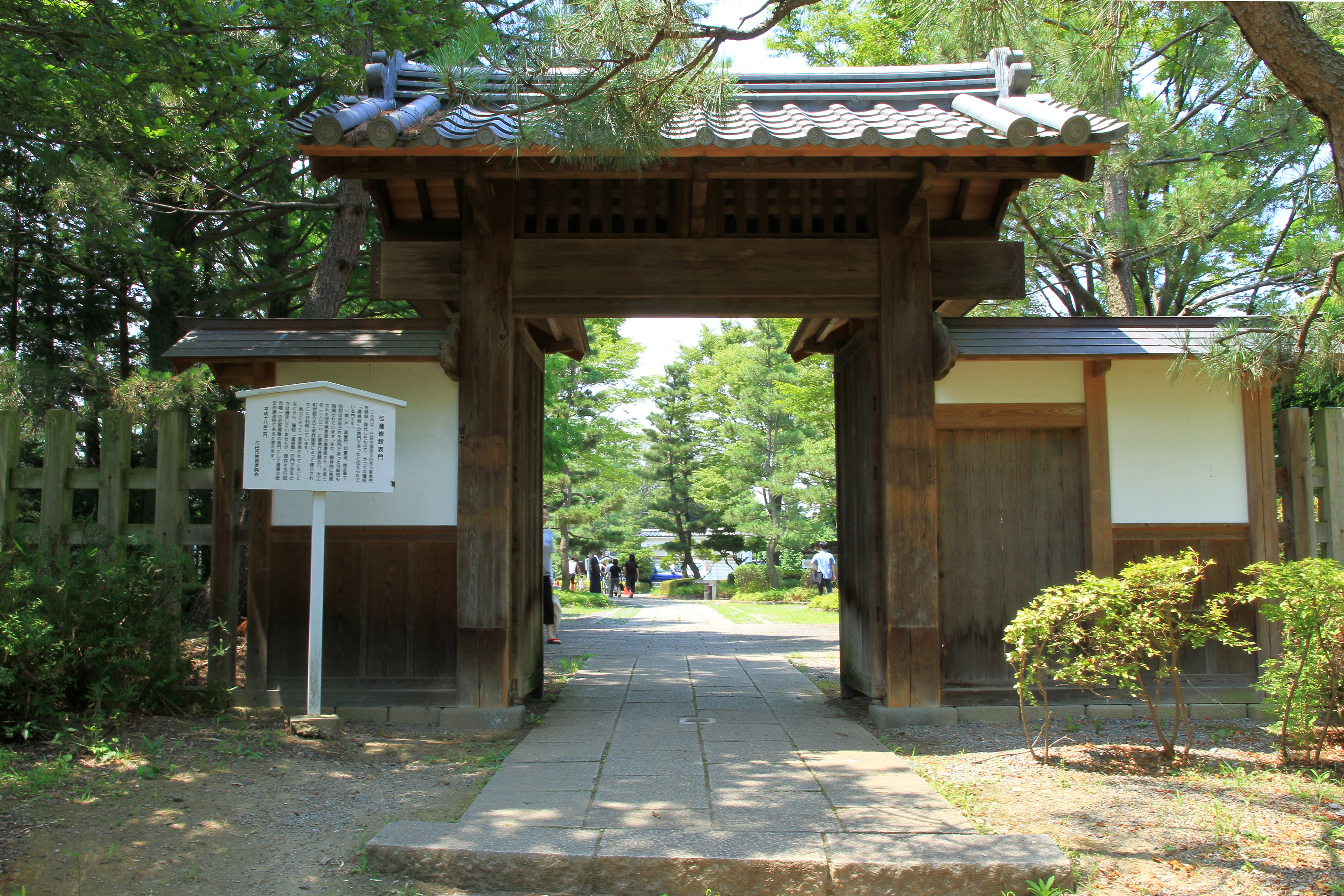
藩校進修館の門

## 忍城時代祭り
毎年11月の第二日曜日に、「行田商工祭・忍城時代祭り」が行われる。主会場は、行田市役所と行田市産業文化会館である。市役所前の通りから忍城にかけて武者行列（午前に1回）、忍城の堀にて火縄銃演武（午前と午後に1回ずつ）などが行われる。
また2008年（平成20年）からは、近年のB級グルメの発展によりB級グルメ大会が行われるようになった。行田のフライやゼリーフライのほかに、全国各地のご当地グルメが出店する。

## 現地情報

### 所在地
- 埼玉県行田市本丸17-23

### 交通アクセス
- 公共交通：各地より路線バス「忍城」停留所（朝日バス ）または「忍城址・郷土博物館前」停留所（行田市内循環バス）。なお、この2停留所は同一箇所にある。
  - 秩父鉄道秩父本線行田市駅下車、朝日バス吹上駅行き。または徒歩15分。
  - JR東日本高崎線吹上駅下車、2番のりば朝日バス前谷経由行田市各方面行き（1番のりば佐間経由の場合、新町1丁目停留所下車徒歩10分）。
  - JR東日本高崎線行田駅または秩父鉄道秩父鉄道秩父本線ソシオ流通センター駅下車、行田市内循環バス 西循環コース右回り。
  - その他 行田市内循環バス 上記以外各コース（西循環右回り含む）で終点忍城バスターミナルより徒歩5分。また、北西循環コースも「忍城址・郷土博物館前」バス停を経由しており、行田市バスターミナルにて西循環の左回りまたは北西循環の右回りに乗車しての利用も可能。
- 自家用車：埼玉県道128号熊谷羽生線沿い。

## 忍城が舞台となった作品

### 小説
- 『笄堀』（山本周五郎）
- 『水の城 いまだ落城せず』（風野真知雄）
- 『風来忍法帖』（山田風太郎）
- 『のぼうの城』（和田竜）
- 『紅蓮の狼』（宮本昌孝）